# Petrolia (Ontario)
Pour les articles homonymes, voir Petrolia.
Petrolia est une municipalité ontarienne située dans le comté de Lambton (Canada).

## Situation

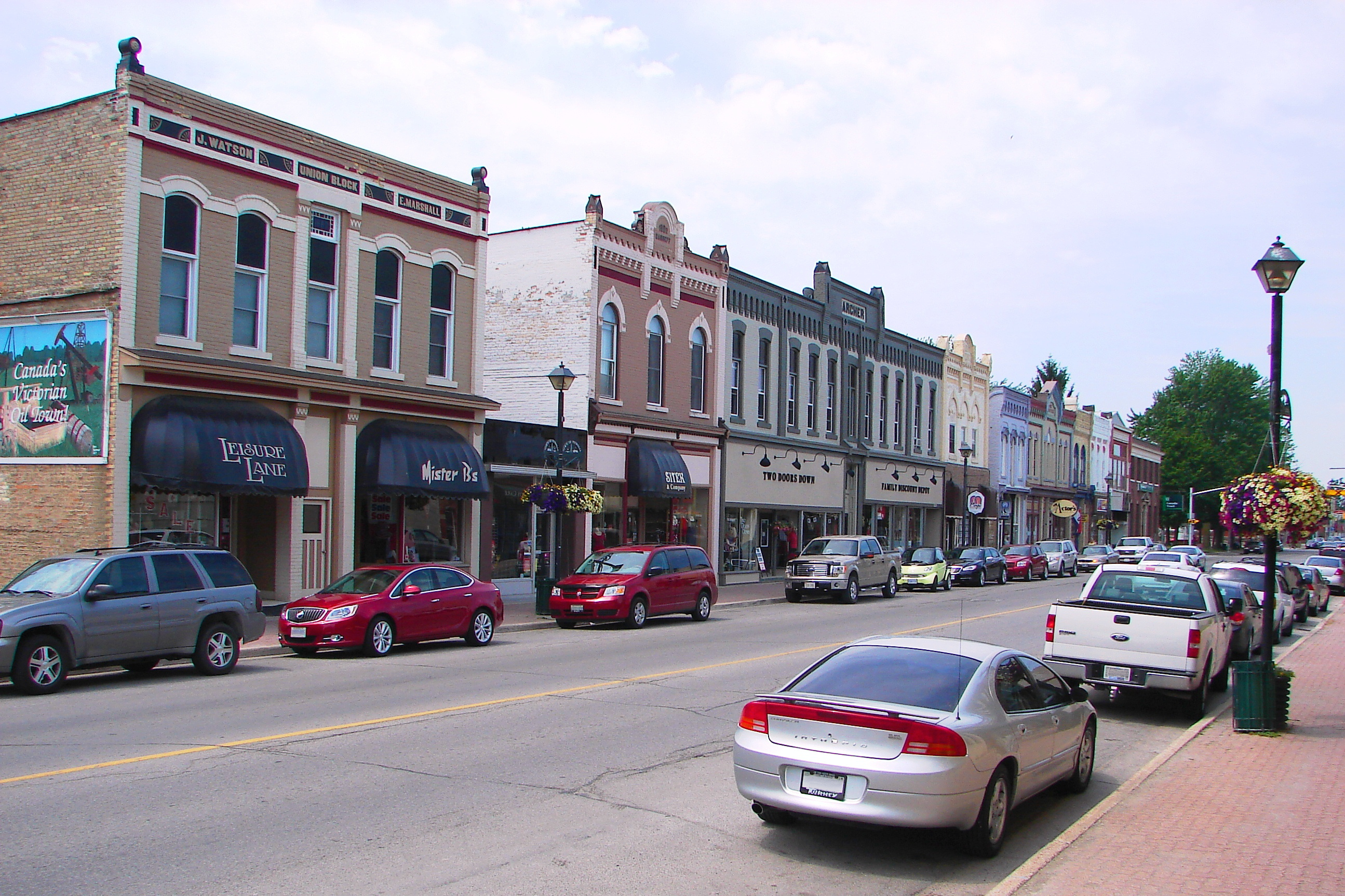
Vue de rue principale

La municipalité est enclavée dans le canton d'Enniskillen à environ 25 km à l'Est de Sarnia.

## Histoire
Le Victoria Hall, construit de 1887 à 1889 et conçu par George Durand a été reconnu comme lieu historique national du Canada le 28 novembre 1975.

## Économie
Le Canada se targue d'avoir exploité le premier puits de pétrole commercial en Amérique du Nord, dans la région de Petrolia (Oil Springs (en)) en 1858,.

## Démographie
| 2001  | 2006  | 2011  | 2016  |
| ----- | ----- | ----- | ----- |
| 4 849 | 5 222 | 5 528 | 5 742 |